# Robert King (direttore d'orchestra)
Robert King (Wombourne, 27 giugno 1960) è un direttore d'orchestra inglese, fondatore dell'orchestra barocca The King's Consort.

## Biografia
Ha studiato musica presso l'Università di Cambridge ed ha iniziato come corista nel Choir of St John's College.
Mentre frequentava l'università costituì il The King's Consort con lo scopo di eseguire il repertorio della musica barocca. Ben presto riuscì ad ottenere un notevole successo sia in patria che all'estero riuscendo a rendere questo repertorio popolare quasi quanto la musica pop. Ciò è dimostrato dal fatto che nel corso della sua carriera, alla guida del The King's Consort ha venduto oltre un milione di dischi.
Con il King's Consort, basato a Londra, alla Wigmore Hall dal 1987 al 2005 e dal 2006 nella più grande Cadogan Hall, ha eseguito spesso i Promenad Concerts compresi The Coronation of King George II, un programma speciale per il giubileo della regina Elisabetta II d'Inghilterra nel 2002,  il Vespro della Beata Vergine di Claudio Monteverdi nel 2004 e la Requiem Mass di Franz Joseph Haydn nel 2006.
Esecuzioni del King's Consort Choir, da lui diretto, appaiono nelle colonne sonore di diversi film fra i quali si possono citare: The Chronicles of Narnia: The Lion, the Witch and the Wardrobe, Kingdom of Heaven, Pirates of the Caribbean: Dead Man's Chest e The Da Vinci Code.
Nel corso della sua carriera, oltre che a dirigere il The King's Consort, ha diretto orchestre in tutto il mondo fra le quali si citano: Calgary Philharmonic Orchestra, Manitoba Chamber Orchestra in Canada, Bergen Philharmonic in Norvegia, Orchestra Sinfonica della RAI e Orchestra Giuseppe Verdi in Italia, diverse orchestre a Berlino e in molti paesi d'Europa e negli Stati Uniti. 
Nel suo repertorio sono comprese le opere di Henry Purcell, Joseph Haydn, Wolfgang Amadeus Mozart, Felix Mendelssohn e diversi compositori inglesi contemporanei.
In seguito ad alcune accuse di abuso di minori, è stato imprigionato l'8 maggio 2007 a Londra. Da quel momento la direzione del gruppo è andata nelle mani del giovane clavicembalista Matthew Halls. Dopo un l'imbarazzo iniziale, le case discografiche Harmonia Mundi e Hyperion Records, che pubblicavano le registrazioni del complesso, hanno deciso di continuare le ristampe dei dischi per via della loro importanza storico-artistica precisando che King non riceverà una percentuale sulle vendite di queste ristampe. 

## Discografia parziale
- Handel: The Choice of Hercules (Susan Gritton, Robin Blaze, Alice Coote, Charles Daniels, The King's Consort, direttore Robert King) Hyperion 67298
- Henry Purcell: The Complete Odes and Welcome Songs Volumes 1-8 (Mark Kennedy, Eamonn O'Dwyer, James Goodman, Susan Gritton, James Bowman, Nigel Short, Rogers Covey-Crump, Charles Daniels, Michael George, Choir of New College Oxford, The King's Consort, dirige Robert King) Hyperion 44031/8
- Antonio Vivaldi: The Complete Sacred Music (Lynton Atkinson, Susan Gritton, Catherine Denley, Lisa Milne, David Wilson-Johnson, Deborah York, James Bowman, Catrin Wyn-Davies, Charles Daniels, Neal Davies, Ann Murray, The King's Consort, dirige Robert King) Hyperion 44171
- Claudio Monteverdi: Sacred Music Volumes 1-4 (Rogers Covey-Crump, Charles Daniels, Peter Harvey, Rebecca Outram, Carolyn Sampson, James Gilchrist, The King's Consort, dirige Robert King) Hyperion 67428, 67438, 67487, 67519
- Bach: Mass in B Minor (Matthias Ritter, Manuel Mrasek, Matthias Schloderer, Maximilian Fraas, Anthony Rolfe Johnson, Michael George, Tölz Boys Choir, The King's Consort, dirige Robert King) Hyperion 22051
- Giovanni Battista Pergolesi: Stabat Mater, Salve Regina in C, Antiphon In Coelestibus Regnis (The King's Consort on Period-Instruments, Gillian Fisher soprano, Michael Chance counter tenor, Robert King direction) Hyperion 66294